# Берёзовка (Шевченковский район)
Берёзовка (укр. Березівка) — село,
Берёзовский сельский совет,
Шевченковский район,
Харьковская область.
Код КОАТУУ — 6325782001. Население по переписи 2001 года составляло 465 (205/260 м/ж) человек.
Являлось административным центром Берёзовского сельского совета, в который, кроме того, входило село
Бара́ново.

## Географическое положение
Село Березовка находится на расстоянии в 2,5 км от реки Сенек (правый берег).
По селу протекают пересыхающие ручьи с запрудами.
На расстоянии в 1 км расположено село Бара́ново.

## История
- 1690 — дата основания.

## Объекты социальной сферы
- Школа I—II ст.
- Клуб.
- Фельдшерско-акушерский пункт.

## Достопримечательности
- Братская могила советских воинов РККА. Похоронены 38 павших воинов.